# Бевз Микола Валентинович
Мико́ла Валенти́нович Бе́вз (нар. 19 грудня 1954, с. Нагірянка, нині в межах м. Бучача, Тернопільська область) — український вчений в галузі архітектури, педагог, громадський діяч. Доктор архітектури, доктор технічних наук, Заслужений архітектор України.

## Життєпис
Народився 19 грудня 1954 року в с. Нагірянка (нині в межах м. Бучача, Тернопільська область, Україна). Має брата Володимира, теж архітектора.
Закінчив Бучацьку середню школу № 1 (у 1972 році, нині — Бучацька гімназія імені В. М. Гнатюка) і Бучацьку дитячу художню школу (вчитель — Омелян Ментус). У 1972—1977 роках навчався у Львівському політехнічному інституті (тепер — Національний університет «Львівська політехніка») на архітектурному факультеті (вчителі фаху — Тетяна Максим'юк, Віктор Кравцов).
У 1977—1978 роках працював архітектором у Студентському проєктно-конструкторському бюро при Львівському політехнічному інституті (під керівництвом Віри Лясковської).
Від 1978 року й донині працює на викладацькій роботі у Львівському політехнічному інституті на архітектурному факультеті: до 1992 року — асистентом та старшим викладачем кафедри Містобудування ЛПІ, від 1992 року — на кафедрі реставрації та реконструкції архітектурних комплексів, у травні 2002 року обраний завідувачем кафедри реставрації архітектурної і мистецької спадщини.
Дійсний член Українського комітету Міжнародної ради з питань пам'яток та визначних міст ICOMOS; у грудні 2003 року обраний віце-президентом Українського комітету ICOMOS. Віце-президент Товариства прихильників фортець і палаців (м. Львів). Член Наукового Товариства імені Шевченка у Львові. Член Товариства шанувальників Львова.
Співголова українсько-польської наукової експедиції (наукові дослідження, археологічні розкопки на території теперішньої базиліки Різдва Пречистої Діви Марії, колишнього Собору Різдва Пресвятої Богородиці) в місті Холмі
Указом Президента України № 542/2016 від 6 грудня 2016 року присвоєно почесне звання «Заслужений архітектор України».
Почесний професор Львівської політехніки (2021).

## Доробок
Автор більше 30 архітектурних та містобудівних проєктів, зокрема:
- проєкту Музейно-меморіального комплексу Патріарха Йосипа Сліпого в с. Заздрість Теребовлянського району Тернопільської області (1996—1997 рр.),
- проєкту пам'ятника Іванові Вишенському в м. Судова Вишня (1979 р.),
- проєкту реставрації інтер'єрів аптеки «Під золотим левом» у м. Львові (1996 р.),
- генерального плану заповідника «Княжий Белз» (2003 р.),
- проєкту регенерації містобудівного комплексу історичного ядра міста Жовкви Львівської області (2001 р.),
- проєкту консервації та музеєфікації фундаментів Успенського собору Давнього Галича (нині в с. Крилос), 2001—2002 р. та інших.

Автор понад 150 наукових праць в тому числі розвідки про архітектурний комплекс середмістя Підгайців та оборонні споруди міста на карті 1782 року. Редактор видання «Володимир Вуйцик: вибрані праці [Архівовано 19 травня 2022 у Wayback Machine.]» (Вісн. ін-ту "Укрзахідпроектреставрація. — Львів, 2004. — 328 с. — Чис. 14.).
У 1997 році відкрив Науково-дослідну лабораторію з регенерації заповідних архітектурних комплексів історичних міст України (НДЛ-104) при Інституті архітектури Національного університету «Львівська політехніка», якою керує, і в якій протягом останніх років виконуються науково-проєктні розробки для історичних міст західного регіону України — Львова, Жовкви, Белза, Бучача, Галича, Підгайців, Івано-Франківська.
1993 року разом з фахівцями та студентами проводив дослідження Монастиря святого Онуфрія у Львові.

### Захоплення
Графіка, археологічні експедиції.